# تپه گرگوند
تپه گرگوند مربوط به دوران‌های تاریخی پس از اسلام است و در شهرستان هرسین، روستای گرگوند واقع شده و این اثر در تاریخ ۱۰ دی ۱۳۸۱ با شمارهٔ ثبت ۶۸۷۸ به‌عنوان یکی از آثار ملی ایران به ثبت رسیده است.